# Господи, ти чуєш? Це Я, Ісус
Господи, ти чуєш? Це Я, Ісус (англ. Are You There, God? It's Me, Jesus) — епізод 316 (№ 47) серіалу «Південний Парк», прем'єра якого відбулася 29 грудня 1999 року.

## Сюжет
Наближається кінець 1999 року. У Картмана почалася кровотеча з ануса, яке він помилково приймає за «критичні дні», що свідчать про настання статевої зрілості. Він насміхається над Стеном, Кенні і  Кайлом через те, що ті ще не досягли статевої зрілості, які не знаючи, що кровотечу викликано кишковою інфекцією, яка поширюється по Саут-Парку і потребує лікування антибіотиками. Незабаром Кенні теж підхоплює інфекцію і Кайл, щоб не стати останнім, хто не досяг статевої зрілості, бреше, що у нього теж почалися «критичні дні». Хлопці залишають Стена на самоті, заявивши, що він занадто малий, щоб з ними грати.
Тим часом люди з усього світу збираються біля будинку Ісуса, розбурхані приходом нового тисячоліття і впевнені, що заради такої події Бог повинен з'явитися перед людьми. Ісус каже наодинці з Богом, але той (невидимий під час розмови) говорить, що люди ще не готові до його появи. Ісус, бажаючи порадувати людей, організовує передноворічний концерт Рода Стюарта в Лас-Вегас е; всі збираються туди піти, тому що, за чутками, там з'явиться Бог.
Стен безуспішно просить Бога про настання статевої зрілості, після чого вирішує звернутися до доктора Мефесто. Той дає йому гормональні таблетки, після вживання яких у Стена починає рости щетина, грубіє голос, виростають грудей, але «критичні дні» так і не починаються.
На концерті в Лас-Вегасі люди приходять в лють, побачивши Рода Стюарта, який виявляється немічним, що ходять під себе старим в інвалідному кріслі, і збираються розіп'ясти Ісуса повторно. Стен запитує у Ісуса, чому Бог не дав йому того, що він просив, і той пояснює, що якщо Бог буде давати всім все, що вони просять, то життя втратить сенс. Тут Ісус розуміє, в чому полягало послання Бога: він повинен знайти власний спосіб переконати людей слідувати за ним. Як тільки він розуміє це, з'являється Бог.
Після того як люди приходять до тями від зовнішнього вигляду Бога, він дозволяє поставити йому одне будь-яке питання. Люди починають обговорювати, що запитати — наприклад, дізнатися правду про сенс життя або існування — але всіх випереджає Стен, запитувач, чому у нього немає «критичних днів». Бог пояснює, що їх не буває у хлопчиків, але статевої зрілості він досягне і без цього, коли настане час, і розповідає правду: що у Картмана і Кенні кишкова інфекція, а Кайл збрехав, щоб бути з ними нарівні. Потім Бог повертається на Небеса, пообіцявши відповісти ще на одне питання в 4000 році. Стен задоволений відповіддю Бога і радісно починає співати «Auld Lang Syne»; натовп, розсерджена тим, що він витратив їх шанс поставити Богу дуже важливе питання, повертається до нього, і в цей момент починаються титри, на тлі яких чується крик «Бий його!» і потім лунають звуки бійки.

## Смерть Кенні
Вирішивши що кровотеча з ануса свідчить про «критичні дні», Кенні починає користуватися тампонами. Через постійне носіння тампона в задньому проході протягом декількох днів він вибухає зсередини. Доктор висловлює побоювання, що «він міг дотримуватися якої-небудь нової моди. Можливо, всі діти засовують тампони собі в дупу, бо побачили, як Backstreet Boys роблять це по ТБ або що-небудь на зразок цього».

## Пародії
- Біля будинку Ісуса репортер каже, що, якщо Ісус вийде зі свого будинку і не злякається своєї тіні, то наступне тисячоліття пройде в мирі та любові. Це відсилання до традиційного народного свята в США —  Дню бабака, коли за схожою реакції бабака пророкують майбутню погоду.
- Тема епізоду пародіює книгу Джуді Блум Ти тут, Бог? Це я, Маргарет.
- Мелодія, яка грає, поки Ісус і Стен обговорюють природу молитви — мотив пісні «Onward, Christian Soldiers».
- У будиночку Картмана хлопчики читають книгу «Жінки, що біжать з вовками». Також ця книга мигцем з'являється у фільмі «Бейскетбол», в якому знялися Трей Паркер і Метт Стоун.
- Футболки і плакати «Y2K» біля будинку Ісуса і на святкуванні відсилаються до проблеми 2000 року.

## Факти
- Це перший епізод, в якому жіночих персонажів Саут-Парку озвучила Еліза Шнайдер.
- Номер будинку Ісуса (80122) — це поштовий індекс міста Літтлтон, Колорадо, де виріс Метт Стоун.
- У сцені, де Ісус пише лист Богу, на задньому плані можна помітити фотографію Санти з Ісусом з епізоду «Класичні Різвяні Пісні Від Містера Генкі».
- Номер епізоду (3:16) є відсиланням до популярного біблійного уривку Євангелія від Іоанна 3 розділ, 16 вірш: «Бо так полюбив Бог світ, що віддав Сина Свого Єдинородного, щоб кожен, хто вірує в Нього, не загинув, але мав життя вічне».